# 臨床營養學
臨床營養學（英語：Clinical nutrition）是醫療衛生方面的學問，著重於慢性病患者營養上的預防、診斷和處置，主要包含營養學和飲食兩個科學領域。此外，臨床營養學旨在維持健康的熱量平衡，同時也為患者提供足量的營養，如蛋白質、維生素和礦物質。

## 營養治療
營養治療 (Medical nutrition therapy) 是指使用特定的營養來治療疾病或損傷。
營養醫學補充品又被稱為機能性食品。